# Joakim Ersgård
Joakim Ersgård, född 27 augusti 1961 i Täby, är en svensk regissör och manusförfattare. Han har mestadels verkat i USA, även med sitt alias Jack Ersgard. Joakim Ersgård är bror till skådespelarna Jesper och Patrik Ersgård.

## Filmografi

### Regi
- 2004 - Rancid
- 2001 - Jordgubbar med riktig mjölk
- 1999 - Justice (för TV)
- 1997 - Living in Peril
- 1997 - Acts of Betrayal
- 1994 - Invisible: The Chronicles of Benjamin Knight
- 1993 - Mandroid
- 1988 - Besökarna

### Filmmanus
- 2004 - Rancid
- 1997 - Living in Peril
- 1988 - Besökarna